# Atomix
Atomix est un jeu vidéo de type puzzle de transport/jeu par arrangement, développé par Günter Krämer et édité par Thalion Software en 1990 sur Commodore Amiga et PC. Le principe du jeu est d’assembler des molécules en déplaçant les différents atomes les constituant dans un environnement en deux dimensions. Ce principe de jeu se rapproche de celui de Sokoban,,,,,,.